# Vitani (Disney)
Vitani est un personnage de fiction apparu pour la première fois dans le long métrage d'animation Le Roi lion 2 : L'Honneur de la tribu. Cette lionne est la fille de Zira.

## Description
Vitani est tout d'abord introduite étant enfant et ayant le même âge que son frère Kovu. Elle est de couleur fauve sombre et crème, un élément la caractérise en particulier : sa petite mèche sur le crâne. Elle est aussi la seule lionne avec Nala à avoir les yeux bleutés. 
Elle a un nez rose de la forme dite « méchante ».
On la revoit ensuite comme étant une adolescente de carrure plutôt mince, sa mèche toujours présente. Le seul point changeant est au niveau de ses oreilles où une bande noire est apparue au cours de sa croissance. 
Psychologiquement, Vitani a un fort caractère et n'hésite pas à remettre les plus grands à leur place comme Nuka son grand frère. Elle est dévouée, fidèle et obéissante à sa mère et est la seule à véritablement éprouver de l'affection pour Kovu. 
Elle saura aussi se montrer logique, lucide et raisonnable lors de la Grande Bataille finale où elle rejoindra le clan de Simba et Kiara suivant son frère et allant contre sa mère, comprenant que ces querelles ne mèneront à rien. 
Fille de Zira et (incertain) de Scar (à voir, informations ci-dessous), Vitani est la sœur de Nuka, et de Kovu, le fils adoptif de Scar. Un jour, alors que Kiara est en train de chasser, Vitani et Nuka provoquent un incendie. Kovu porte secours à Kiara, pensant que cela lui permettrait d'être accepté dans la famille de Simba. Un jour, alors que Kovu et Simba s'aventurent hors de la Terre des Lions, Vitani et Nuka prennent part à l'embuscade tendue par leur mère. Un affrontement s'ensuit, à l'issue duquel Nuka meurt écrasé par une chute de troncs d'arbres. Attristée par le décès de son frère, Vitani prend part à la grande offensive des Hors-la-loi que Zira lance contre la Terre des Lions. Lorsqu'en plein cœur de la bataille Kovu et Kiara s'interposent pour raisonner leurs tribus respectives, Vitani fait partie des premiers à abandonner le combat tout en se radoucissant et en faisant ouvrir les yeux aux lionnes.
Encore selon certaines théories de fans, Vitani pourrait ne pas être la fille de Zira, mais plutôt la fille de Scar et Nala en raison de ses yeux bleus, de ses similarités et de sa morphologie. D'après l'une des théories assez probables, Scar aurait abusé de Nala et celle-ci aurait donné naissance à Vitani, qu'elle aurait ensuite abandonnée et confiée à Zira, lionne qui avait déjà un lionceau (Nuka), (celle-ci ayant accepté ce service à Nala car elle était éperdument amoureuse de Scar), et serait partie à la recherche de Simba. Deuxième théorie possible : le scénario initial du Roi Lion 1 voulait intégrer une chanson, sous-entendant que Scar exerçait un harcèlement sexuel sur Nala. Elle est finalement retirée car jugée inappropriée. Effectivement, le personnage de Scar se veut proche de l’idéologie et de la vision du monde du dictateur Adolf Hitler et chercherait le « successeur idéal » (s’appuyant sur l’image qu’Adolf Hitler avait de la race aryenne : blond aux yeux bleus). La seule lionne répondant à ces critères est Nala. Scar a probablement essayé de se reproduire avec elle et Vitani est née. Refoulée par sa mère (ce qui explique sans doute la fuite précipitée de Nala dans le Roi Lion 1), Scar confit le lionceau à Zira. Cependant il ne désignera pas Vitani comme sa successeure, étant donné que c’est une fille (une fille ? Sur le trône ?). Les liens de parentés entre Zira et Vitani ne sont d’ailleurs jamais mentionnés. Vitani n’utilise pas ou très peu le nom « maman » et Zira semble la considérer seulement comme une exécutrice d’ordres que comme sa fille (Nuka bien qu’imbécile a plus d’intérêts aux yeux de Zira que Vitani ne peut en avoir).
Les fans s'appuient également sur le fait que Vitani balance à Nala "je ne vois pas ta 'précieuse' fille Nala" (voir Roi lion 2 la bataille entre les deux clans) alors qu'elle aurait pu mentionner autre chose à ce moment-là que parler de Kiara, comme si elle était jalouse et emplie de rancune. Phrase ironique hypothétiquement présente pour reprocher le potentiel abandon de Nala (voir théorie Disney, référence aussi à "La folie du roi Scar", scène coupée du premier volet réanimé pour les 25 ans du film).
Aucune des théories citées ci-dessus n’a cependant eu de réponse de la part de Disney pour confirmer ou réfuter ces dernières.
Elle apparaîtra dans la série La Garde du Roi Lion avec Nuka et Kovu. La série servant de Midquel au Roi Lion 2, Vitani et ses frères seront encore jeunes.
Dans la saison 3 de la série La Garde du Roi Lion, Vitani avec ses amies va devenir la cheffe de la nouvelle garde après le départ de Kion et des siens pour l'Arbre de Vie.
Elle va être la nouvelle détentrice du rugissement des ancêtres en tant que sœur du futur roi.

## Interprètes
- Voix originale : Lacey Chabert (enfant) et Jennifer Lien (adulte)
- Voix allemande : Tanya Kahana (enfant) et Sandra Schwittau (adulte)
- Voix brésilienne : Caroline Pinho (enfant) et Miriam Ficher (adulte)
- Voix finnoise : Heljä Heikkinen (enfant) et Jenni Pääskysaari (adulte)
- Voix française : Dorothée Pousséo (enfant) et Ninou Fratellini (adulte)
- Voix italienne : Alessia Amendola (enfant) et Monica Bertolotti (adulte)
- Voix japonaise : Risa Shimizu (enfant) et Mayumi Asano (adulte)
- Voix polonaise : Anna Apostolakis (enfant) et Małgorzata Lipka (adulte)
- Voix québécoise : Claudia-Laurie Corbeil (enfant) et Catherine Léveillé (adulte)

## Chansons interprétées par Vitani
Mon chant d'espoir (My Lullaby) ou Ma berceuse au Québec avec Nuka et Zira